# Хекат
Хекат — давньоєгипетська богиня. Зображували її у вигляді жаби або жінки з жабою на голові або так само з жаб'ячою головою. Була богинею вологи і дощу. З найдавніших часів Хекат пов'язувалася з дітонародженням і магією родючості, сприяла воскресінню померлих. На фресці храму Ісіди на острові Філе (Ніл) збереглося зображення Хекат, що сидить біля гончарного кола Хнума, і вдихає життя у тільки що зроблені ним зі священної глини фігурки людей. Культ богині був поширений по всьому Єгипту, переважно на Півдні, хоча він явно поступався культу Таурт або Тефнут.

## Хекат ієрогліфами
Хекат 
|  |

|  |

|  |

|  |